# Sociedade empresária
Sociedade empresária é uma aglutinação de esforços de diversos agentes, interessados nos lucros que uma atividade econômica complexa, de grande porte, que exige muitos investimentos e divergentes capacitações, promete propiciar.

## Visão geral
Uma sociedade empresária é a que explora uma empresa, ou seja, desenvolve atividade econômica de produção ou circulação de bens e serviços, normalmente sob a forma de sociedade limitada ou sociedade anônima. Duas são as espécies de sociedades no direito brasileiro: a simples e a empresária. A sociedade simples explora atividades econômicas específicas e sua disciplina jurídica se aplica subsidiariamente à das sociedades empresárias contratuais e às cooperativas.
Sociedade empresária, por sua vez, é a pessoa jurídica que explora uma empresa. A própria sociedade é titular da atividade econômica. O termo é diferente de sociedade empresarial, que designa uma sociedade de empresários. No caso em questão, a pessoa jurídica é o agente econômico organizador da empresa. É incorreto considerar os integrantes da sociedade empresária como os titulares da empresa, porque essa qualidade é a da pessoa jurídica, e não de seus membros.
No Direito Societário, empresário, para todos os efeitos, é a sociedade, e não seus sócios. Estes serão chamados de empreendedores (investem capital e são responsáveis pela concepção e condução do negócio) ou investidores (aquele que contribui apenas com o capital para o desenvolvimento da empresa.
Sociedade empresária é um conceito mais amplo que sociedade comercial, pois abarca uma das maneiras de organizar, a partir de investimentos comuns de mais de um agente, a atividade econômica de produção ou circulação de bens e serviços

## Classificação
São quatro as espécies de sociedades empresárias personificadas:
- Sociedade em nome coletivo
- Sociedade em comandita simples
- Sociedade em comandita por ações
- Sociedade anônima

Quadro de Sociedades segundo o Código Civil de 2002
A) Sociedade não personificada - Art. 986 a 996 CC 2002.
Sociedade em Comum					         Art. 986 a 990 CC
Sociedade em Conta de Participação – Sócio Ostensivo		 Art. 991 a 996 CC 2002
B) Sociedade Personificada  - Art. 997 a 1.141 CC 2002
B1) Não Empresarial
Sociedade Simples 		 Art. 966 par. único e Art 997 a 1038 CC 2002
Ex: Sociedade Cooperativa	 Art. 1.093 a 1.096 CC 2002, e Lei nº 5.764/71.
B2) Soc. Empresarial
Sociedade Ltda			        ---	Art. 1.052 a 1.087 CC 2002.
Sociedade Anônima ou CIA	 	--- 	Art. 1.088 CC 2002, e Lei 6.404/1976.
Sociedade em Nome Coletivo		--- 	Art. 1.039 a 1.044 do CC 2002.
Sociedade em Comandita Simples	        --- 	Art. 1.045 a 1.051 do CC 2002.
Sociedade em Comandita Ações	        ---	Art. 1.090 a 1.092 do CC 2002.
Art. 985. A sociedade passa a existir legalmente com a inscrição, no registro próprio e na forma da lei, dos seus atos constitutivos (arts. 45 e 1.150 = Registro).
Art. 1.177. Os assentos lançados nos livros ou fichas do preponente, por qualquer dos prepostos encarregados de sua escrituração, produzem, salvo se houver procedido de má-fé, os mesmos efeitos como se o fossem por aquele.
Somente as limitadas e anônimas possuem importância econômica. As outras são constituídas apenas para atividades marginais, de menor envergadura.

### Sociedades de Pessoas
Aquela sociedade em que a realização do objeto social depende fundamentalmente dos atributos individuais dos sócios. A pessoa do sócio é mais importante que sua contribuição material para a sociedade. Ex.: duas pessoas que se organizam para criar uma empresa de prestação de serviços. Como os atributos individuais do adquirente de uma participação podem interferir na realização do objeto social, a cessão da participação societária depende da anuência dos demais sócios. O ingresso de novo sócio está condicionado à aceitação dos outros sócios, cujos interesses podem ser afetados. As sociedades em nome coletivo e em comandita simples são de pessoas. A sociedade limitada pode ser de pessoas e capital.

### Sociedades de Capitais
Nesse tipo de sociedade, as aptidões, a personalidade e o caráter do sócio são irrelevantes para o sucesso ou insucesso da empresa explorada pela sociedade. Por exemplo: quando uma pessoa compra uma ação de uma instituição financeira, as qualidades subjetivas desse acionista não interferem de forma nenhuma com o desempenho da sociedade bancária. O único fator a considerar é a contribuição material dada para a sociedade. O sócio pode alienar sua participação societária a quem quer que seja, independentemente da anuência dos demais. A sociedade limitada pode ser de capital. As sociedades anônimas e em comandita por ações são sempre de capital.Desta forma faz-se necessário um aprofundamento maior para uma boa compreensão do conteúdo em comento.

### Sociedades Contratuais
São constituídas por um contrato entre os sócios. Nela, os vínculos estabelecidos entre os membros da pessoa jurídica tem natureza contratual e neles se aplicam os princípios do direito dos contratos. O instrumento disciplinar das relações sociais é o contrato social. O diploma jurídico aplicável na dissolução é o Código Civil. Exemplos: sociedade em nome coletivo, em comandita simples e limitada. São aquelas em que o elo entre os sócios é predominantemente pessoal e classificadas, de acordo com a sua natureza, como sociedades do tipo (intuitu personae).

### Sociedades Institucionais
Também são constituídas por um ato de manifestação de vontade dos sócios, mas esse não é revestido de natureza contratual. O instrumento disciplinar das relações sociais é o estatuto. O diploma jurídico aplicável na dissolução é a Lei das Sociedades por Ações. Exemplos: sociedades anônimas e em comandita por ações.

### Sociedade Empresária de Vínculo Instável
O sócio pode se desligar por declaração unilateral imotivada, a qualquer tempo. O vínculo pode romper-se a qualquer hora. A sociedade o reembolsa do capital investido. Exemplos: em nome coletivo e em comandita simples contratadas por prazo indeterminado.

### Sociedade Empresária de Vínculo Estável
O sócio não pode se desligar a qualquer tempo, mas apenas em determinados casos específicamente mencionados na lei (por exemplo: mudança do objeto social, incorporação da sociedade em outra, etc). O sócio só se desliga por declaração unilateral quando titulariza o direito de recesso ou de retirada. O vínculo jurídico é estável porque não se rompe senão quando ocorre o fato jurídico indicado na lei. Exemplos: em nome coletivo e em comandita simples contratadas por prazo determinado, a anônima e a comandita por ações.
A sociedade limitada tem feição híbridapode ser de vínculo estável ou instável de acordo com a vontade dos sócios (segundo o disposto no contrato social). Se desse instrumento conta a Lei das Sociedades por Ações como fonte supletiva de regência da sociedade, o vínculo é estável. Caso não haja menção, ou se são indicadas como fonte supletiva de regência as normas da sociedade simples, o vínculo é instável.

## Responsabilidade dos Sócios
Os sócios têm, pelas obrigações, responsabilidade subsidiária. A solidariedade, no Direito Societário brasileiro, quando existe, verifica-se entre os sócios, e nunca entre sócio e sociedade. 
Isto é, enquanto não exaurido o patrimônio social, não se pode cogitar de comprometimento do patrimônio do sócio para a satisfação de dívida da sociedade. A única exceção está na responsabilização do sócio que atua como representante legal de sociedade irregular, não registrada na Junta Comercial. Para ele, prevê a lei a responsabilidade direta.
Há no entanto o instituto da desconsideração da personildiade jurídica, previsto em vários diplomas brasileiros (art. 50 do Código Civil; art. 28 do [Código de Defesa do Consumidor]; Lei 8.884/1994; Lei 6.938/81 etc), que parece dar a entender seja possível a responsabilização do sócio mesmo sem exaurir o patrimônio social da empresa.
Vejamos 2 artigos:
Art. 50 do CC 2002: Em caso de abuso da personalidade jurídica, caracterizado pelo desvio de finalidade ou pela confusão patrimonial, pode o juiz, a requerimento da parte, ou do Ministério Público quando lhe couber intervir no processo, desconsiderá-la para que os efeitos de certas e determinadas relações de obrigações sejam estendidos aos bens particulares de administradores ou de sócios da pessoa jurídica beneficiados direta ou indiretamente pelo abuso.
Art. 28 do Cód. Defesa do Consumidor: O juiz poderá desconsiderar a personalidade jurídica da sociedade quando, em detrimento do consumidor, houver abuso de direito, excesso de poder, infração da lei, fato ou ato ilícito ou violação dos estatutos ou contrato social. A desconsideração também será efetivada quando houver falência, estado de insolvência, encerramento ou inatividade da pessoa jurídica provocados por má administração. (grifo nosso)
§ 1° (Vetado).
§ 2° As sociedades integrantes dos grupos societários e as sociedades controladas, são suveis pelas obrigações decorrentes deste código.
§ 3° As sociedades consorciadas são solidariamente responsáveis pelas obrigações decorrentes deste código.
§ 4° As sociedades coligadas só responderão por culpa.
§ 5° Também poderá ser desconsiderada a pessoa jurídica sempre que sua personalidade for, de alguma forma, obstáculo ao ressarcimento de prejuízos causados aos consumidores.
A responsabilidade dos sócios pelas obrigações sociais, além de subsidiária, pode ser limitada (quando o limite é relacionado ao valor do investimento que se propuseram a realizar) ou ilimitada (arcam com o valor integral da dívida).
O sócio também responde ilimitadamente se não realizar a integralização do capital. Assim, quando os sócios constituem uma sociedade, esta recebe, deles sócios, valores correspondentes a bens ou serviços. No entanto há possibilidade de não se fazer essa integralização de imediato. Desse modo, o sócio ou os sócios prometem realizar essa integralização em determinado período, e enquanto não o fazem respondem ilimitadamente (com o patrimônio pessoal).

### Sociedades de Responsabilidade Ilimitada
Todos os sócios respondem pela obrigações sociais Ilimitadamente ao poder de suas cotas. Sociedades em que todos os sócios são responsáveis, sem qualquer limite, por todas as dívidas contraídas pela sociedade, sendo-lhes exigido o respetivo pagamento nem que para isso tenham de vender o seu património pessoal.

### Sociedades de Responsabilidade Mista
Apenas parte dos sócios responde de forma ilimitada (sociedade em comandita simples ou por ações).

### Sociedade de Responsabilidade Limitada
Todos os sócios respondem de forma limitada pelas obrigações sociais (sociedades por quotas de responsabilidade e anônimas).
Em geral, somente depois de decretada a quebra da sociedade empresária será possível executar os bens do patrimônio particular dos sócios, para garantia da obrigação social.

## Nacionalidade da Sociedade
No Brasil, uma sociedade se considera nacional se atende a dois requisitos:
- sede e administração no Brasil (conforme art. 1.126 do [Código Civil]  de 2002)
- organização de acordo com nossa legislação

Não é relevante a nacionalidade dos sócios, nem a origem do capital investido na sua constituição. Quando a sociedade é estrangeira, seu funcionamento no Brasil depende de autorização do governo federal.
Desse modo, há duas alternativas para que os empreendedores estrangeiros explorem uma atividade empresarial no Brasil: constituir uma sociedade empresária brasileira, da qual se tornarão sócios ou acionistas; ou através de um pedido de autorização, hipótese em que não se constitui pessoa jurídica nova, apenas uma licença para a extensão ao Brasil de operações negociais exploradas pelo estrangeiro.